# Тесгуїно
Тесгуїно (ісп. Tesgüino) — кукурудзяне пиво, традиційний напій племені тараумара, що проживає в Західній Сьєррі-Мадрі. Народ тараумара вважає дане пиво священним, воно використовується в багатьох обрядах даного народу. Як дошкульно зауважив антрополог Джон Кеннеді, «пересічний представник народу тараумара як мінімум 100 днів на рік має справу з тесгуїно — або п'є його, або відходить від похмілля».

## Різновиди
Загальна назва для алкогольних напоїв у народу тараумара — «сугуки»; термін «батарі» використовується, якщо пиво виготовляється з кукурудзяного або лишайникового борошна; «пасіки» — якщо пиво виготовляється зі свіжих качанів кукурудзи. Тесгуїно, виготовлений з кукурудзи, вважається найбільш священним, однак тараумара також роблять пиво з агави та пшениці, а також інші алкогольні напої з фруктів, таких як персики, ягоди, дикі яблука, кактусові плоди та насіння меските.

## Виробництво
Пиво виготовляється із зерняток кукурудзи, які замочують, потім розмелюють, проварюються і ферментують з використанням диких дріжджів. Для ароматизації замість хмелю використовується місцева трава.